# Amy Hargreaves
Amy Hargreaves (* 27. Januar 1970 in Rockville Centre, New York) ist eine US-amerikanische Schauspielerin.

## Leben und Karriere
Amy Hargreaves stammt aus New York und ist seit 1992 als Schauspielerin aktiv. Sie erwarb einen Master of Arts in Politikwissenschaft von der New York University. 1994 war sie als Kimberly im Horrorfilm Brainscan zu sehen. 1996 folgte eine wiederkehrende Rolle in der Serie Matt Waters.
In der Folge war sie vor allem in Gastrollen in Serien wie Immer wieder Fitz, Criminal Intent – Verbrechen im Visier, Third Watch – Einsatz am Limit oder The Unusuals zu sehen. Weitere Filmauftritte verbuchte sie etwa mit Michael Clayton und Shame. Größere Bekanntheit erlangte Hargreaves vor allem durch die Rolle der Maggie Mathison in der Serie Homeland, in der sie die Schwester der Hauptdarstellerin Claire Danes zwischen 2011 und 2014 spielte sowie 2018 und 2020 in Gastauftritten wiederkehrte. Von 2017 bis 2020 war sie in der Netflix-Serie Tote Mädchen lügen nicht zu sehen. Neben weiteren Fernsehauftritte wirkte sie im Film Wonderstruck mit, der auf den 70. Filmfestspielen von Cannes uraufgeführt wurde.
Amy Hargreaves ist seit 1999 verheiratet und Mutter zweier Kinder.

## Filmografie (Auswahl)
- 1992: Lifestories: Families in Crisis (Fernsehserie, Episode 1x01)
- 1994: Brainscan
- 1995: Tilt-A-Whirl
- 1996: Matt Waters (Fernsehserie, 6 Episoden)
- 1998: Somewhere in the City
- 1999: Immer wieder Fitz (Cracker, Fernsehserie, Episode 1x12)
- 2000: Growing Down in Brooklyn
- 2002: Criminal Intent – Verbrechen im Visier (Criminal Intent, Fernsehserie, Episode 1x22)
- 2002–2003: Third Watch – Einsatz am Limit (Third Watch, Fernsehserie, 2 Episoden)
- 2003: Little Bill (Fernsehserie, Episode 4x07)
- seit 2003: Law & Order: Special Victims Unit (Fernsehserie)
- 2006: Delirious
- 2007: Michael Clayton
- 2008: El camino
- 2009: Against the Current
- 2009: The Unusuals (Fernsehserie, Episode 1x07)
- 2009: Jack Ketchums Beutegier (Offspring)
- 2009: When the Evening Comes
- 2011: Shame
- 2011–2014, 2018, 2020: Homeland (Fernsehserie, 20 Episoden)
- 2012: Person of Interest (Fernsehserie, Episode 1x13)
- 2012: Blue Bloods – Crime Scene New York (Blue Bloods, Fernsehserie, Episode 2x13)
- 2013: The Carrie Diaries (Fernsehserie, Episode 1x05)
- 2013: The Following (Fernsehserie, Episode 1x09)
- 2013: Blue Ruin
- 2013: The Blacklist (Fernsehserie, Episode 1x07)
- 2015: Prism
- 2015: Elementary (Fernsehserie, Episode 3x13)
- 2015: Detective Laura Diamond (Fernsehserie, Episode 1x18)
- 2015: How to Fell in Love
- 2015–2016: Blindspot (Fernsehserie, 2 Episoden)
- 2017: Super Dark Times
- 2017–2020: Tote Mädchen lügen nicht (13 Reasons Why, Fernsehserie, 49 Episoden)
- 2017: Wonderstruck
- 2019: Buck Run
- 2019: Sister Aimee
- 2020: Paint
- 2021: Sometime Other Than Now
- 2021: They/Them/Us
- 2022: FBI: Most Wanted (Fernsehserie, Episode 4x07)
- 2022: Billions (Fernsehserie, Episode 6x09)
- 2022: Linoleum – Das All und all das (Linoleum)
- 2022: Hungry Dog Blues
- 2023: Hayseed
- 2023: The Warrant: Breaker's Law
- 2023: Founders Day